# Jean-Baptiste Ondaye
Jean-Baptiste Ondaye (ur. 15 stycznia 1958 w Makoua) – kongijski polityk i ekonomista, od 2022 roku minister gospodarki i finansów.

## Życiorys
W 1983 roku ukończył ekonomię w Wyższej Szkole Ekonomicznej w Berlinie. Był szefem działu inwestycji w Narodowej Komisji Inwestycyjnej. W 1991 roku został dyrektorem regulacji gospodarczych, a w 1997 roku sekretarzem tej organizacji. W tym samym roku został dyrektorem generalnym ds. gospodarczych Wspólnoty Gospodarczej Państw Afryki Środkowej. W 1999 roku został sekretarzem technicznym Narodowego Komitetu ds. Zwalczania Ubóstwa. Był członkiem komitetu ds. monitorowania negocjacji w Międzynarodowym Funduszu Walutowym oraz zastępcą członka komitetu ds. gospodarczych w Wspólnocie Gospodarczej Państw Afryki Środkowej. Był koordynatorem programów w ONZ.

### Działalność polityczna
Dołączył do Komitetu Centralnego Kongijskiej Partii Pracy. W 2009 roku został sekretarzem generalnym w Kancelarii Prezydenta Republiki Konga. 22 września 2022 roku wszedł w skład drugiego rządu Anatolle Collinet Makosso jako minister gospodarki i finansów. 27 września objął urząd. W 2023 roku został przewodniczącym Środkowoafrykańskiej Unii Walutowej.

## Odznaczenia i wyróżnienia
- Wielki Oficer Orderu Zasługi (Kongo)[1]